# گئورگی گئورگیف (بازیکن فوتبال، زاده ۱۹۶۳)
گئورگی گئورگیف (بلغاری: Георги Костадинов Георгиев؛ زادهٔ ۱۰ ژانویهٔ ۱۹۶۳) بازیکن فوتبال اهل بلغارستان بود.
از باشگاه‌هایی که در آن بازی کرده‌است می‌توان به باشگاه فوتبال بوتو پلوودیو و باشگاه فوتبال زسکا صوفیه اشاره کرد.
وی همچنین در تیم ملی فوتبال بلغارستان بازی کرده‌است.